# Georgi Dmitrijewitsch Latyschew
Georgi Dmitrijewitsch Latyschew (russisch Гео́ргий Дми́триевич Ла́тышев; * 4. Februarjul. / 17. Februar 1907greg. in Beschiza, heute Stadtrajon von Brjansk; † 3. April 1973) war ein russischer Kernphysiker und Hochschullehrer.

## Leben
Latyschew stammte aus einer Bauernfamilie, trat 1923 in den Komsomol ein und schloss 1929 das Physik-Studium am Petrograder Polytechnischen Institut ab. 1930–1941 leitete er ein Laboratorium im 1928 gegründeten Ukrainischen Physikalisch-Technischen Institut (UFTI) der Akademie der Wissenschaften der Ukrainischen Sozialistischen Sowjetrepublik (AN-USSR) in Charkow. 1932 spaltete er zusammen mit K. D. Sinelnikow, A. I. Leschunski und A. K. Walter als erste in der Sowjetunion den Lithium-Atomkern durch den Beschuss mit 300–400 keV-Protonen. 1940 wurde er zum Doktor der Physikalisch-Mathematischen Wissenschaften promoviert. Er leitete dann eine Abteilung des Instituts für Physik der AN-USSR und dann ein Laboratorium im Leningrader Physikalisch-Technischen Institut (LFTI). 1945 wurde er Korrespondierendes Mitglied der AN-USSR. 1949 erhielt er den Stalinpreis für seine Untersuchungen zur Gammastrahlung im LFTI. Allerdings stellte sich heraus, dass er dabei Ergebnisse gefälscht hatte, was aber im Hinblick auf seine proletarische Herkunft und seine Parteizugehörigkeit nach längerer Untersuchung einer Untersuchungskommission 1950 nur zu einem Tadel für ihn führte. Stattdessen wurde der Institutsdirektor A. F. Joffe für das Fehlverhalten verantwortlich gemacht, was zu dessen Entlassung beitrug.
1953 wurde Latyschew auf den Lehrstuhl für Physik des Leningrader Technologischen Instituts berufen. 1958 gründete Latyschew das Institut für Kernphysik der Akademie der Wissenschaften der Kasachischen Sozialistischen Sowjetrepublik (AN-KasSSR) und leitete es als Direktor und Mitglied der AN-KasSSR. 1965 kehrte er in das Institut für Physik der AN-USSR zurück. 1970–1973 arbeitet er im Institut für Kernforschung der AN-USSR.
Latyschews Arbeitsgebiet war die Kernphysik, insbesondere die Wechselwirkung von Gammastrahlung mit Materie, die Kernspinresonanz und die zerstörungsfreie Materialprüfung mit Gammastrahlung.